# Lactate de méthyle
Le lactate de méthyle est un composé chimique de formule CH3CH(OH)COOCH3. C'est l'ester méthylique de l'acide lactique CH3CH(OH)COOH. Il s'agit du plus simple des esters chiraux. Il se présente sous la forme d'un liquide incolore inflammable peu volatil susceptible de former des mélanges explosifs avec l'air et qui s'hydrolyse dans l'eau.
Le lactate de méthyle existe selon deux énantiomères, notés L et D ou (S) et (R) respectivement. On peut l'obtenir par estérification de l'acide lactique avec du méthanol CH3OH :
CH3CH(OH)COOH + CH3OH ⟶ CH3CH(OH)COOCH3 + H2O.
Il est également possible de le produire en faisant réagir de l'acide lactique avec du diazométhane CH2=N+=N−.
Il est utilisé comme solvant polaire, notamment pour la nitrocellulose, l'acétate de cellulose, l'acétobutyrate de cellulose et l'acétopropionate de cellulose. Il intervient dans la conception de laques et de solutions de polymères pour favoriser la tolérance aux diluants, améliorer la fluidité des matériaux et leur résistance à la décoloration.